# Deschambault-Grondines
Deschambault-Grondines es un municipio canadiense situado en la provincia de Quebec.

## Superficie
Deschambault-Grondines tiene una superficie de 124,02 km².

## Demografía
En 2021, tenía 2235 habitantes, una densidad poblacional de 18 hab./km², y 1169 viviendas.